# Prekršaj (pravo)
Prekršaj je kažnjivo djelo koji se povređuje javni poredak, društvena disciplina ili druge društvene vrijednosti koje nisu zaštićene kaznenim zakonom i drugim zakonima u kojima su propisana kaznena djela. Prekršaji i prekršajnopravne sankcije mogu se propisivati zakonom i odlukama jedinica lokalne i područne samouprave.
Za prekršaj propisan zakonom može se počinitelj kazniti novčanom kaznom ili kaznom zatvora, dok za prekršaj propisan odlukom jedinice lokalne i područne samouprave počinitelj se može kazniti samo novčanom kaznom.